# Brette-les-Pins
Pour les articles homonymes, voir Brette (homonymie).
Brette-les-Pins est une commune française, située dans le département de la Sarthe en région Pays de la Loire, peuplée de 2 127 habitants.
La commune fait partie de la province historique du Maine, et se situe dans le Haut-Maine (Maine blanc).

## Géographie
Brette-les-Pins se situe à environ 15 km au sud du Mans.
|         |                      | Parigné-l'Évêque           |
|         | Brette-les-Pins      | Saint-Michel-de-Chavaignes |
| Teloché | Saint-Mars-d'Outillé |                            |

### Climat
Pour des articles plus généraux, voir Climat des Pays de la Loire et Climat de la Sarthe.
En 2010, le climat de la commune est de type climat océanique dégradé des plaines du Centre et du Nord, selon une étude du CNRS s'appuyant sur une série de données couvrant la période 1971-2000. En 2020, Météo-France publie une typologie des climats de la France métropolitaine dans laquelle la commune est dans une zone de transition entre le climat océanique et le climat océanique altéré et est dans la région climatique  Moyenne vallée de la Loire, caractérisée par une bonne insolation (1 850 h/an) et un été peu pluvieux. 
Pour la période 1971-2000, la température annuelle moyenne est de 11 °C, avec une amplitude thermique annuelle de 14,4 °C. Le cumul annuel moyen de précipitations est de 726 mm, avec 11,5 jours de précipitations en janvier et 6,9 jours en juillet. Pour la période 1991-2020, la température moyenne annuelle observée sur la station météorologique de Météo-France la plus proche, sur la commune du Mans à 15 km à vol d'oiseau, est de 12,4 °C et le cumul annuel moyen de précipitations est de 693,4 mm,. Pour l'avenir, les paramètres climatiques de la commune estimés pour 2050 selon différents scénarios d'émission de gaz à effet de serre sont consultables sur un site dédié publié par Météo-France en novembre 2022.

## Urbanisme

### Typologie
Au 1er janvier 2024, Brette-les-Pins est catégorisée bourg rural, selon la nouvelle grille communale de densité à sept niveaux définie par l'Insee en 2022.
Elle appartient à l'unité urbaine de Brette-les-Pins, une unité urbaine monocommunale constituant une ville isolée,. Par ailleurs la commune fait partie de l'aire d'attraction du Mans, dont elle est une commune de la couronne,. Cette aire, qui regroupe 144 communes, est catégorisée dans les aires de 200 000 à moins de 700 000 habitants,.

### Occupation des sols
L'occupation des sols de la commune, telle qu'elle ressort de la base de données européenne d’occupation biophysique des sols Corine Land Cover (CLC), est marquée par l'importance des territoires agricoles (49,5 % en 2018), en diminution par rapport à 1990 (51,7 %). La répartition détaillée en 2018 est la suivante : 
forêts (43,9 %), prairies (30,2 %), terres arables (16,8 %), zones urbanisées (6,5 %), zones agricoles hétérogènes (2,5 %), milieux à végétation arbustive et/ou herbacée (0,1 %). L'évolution de l’occupation des sols de la commune et de ses infrastructures peut être observée sur les différentes représentations cartographiques du territoire : la carte de Cassini (XVIIIe siècle), la carte d'état-major (1820-1866) et les cartes ou photos aériennes de l'IGN pour la période actuelle (1950 à aujourd'hui).

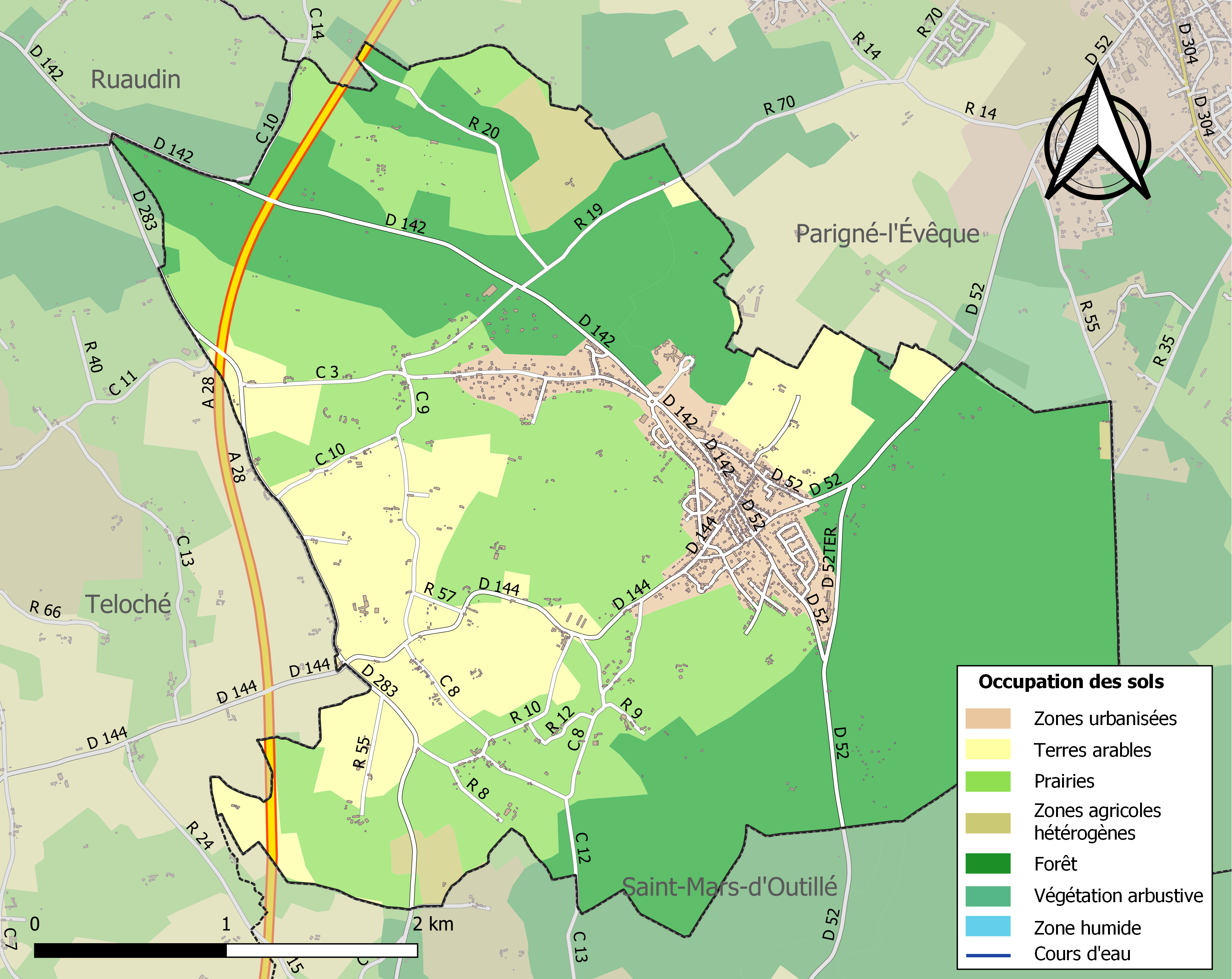
Carte des infrastructures et de l'occupation des sols de la commune en 2018 (CLC).

## Toponymie
Le gentilé est Brettois.

## Politique et administration

### Liste des maires
| Période                                  | Période              | Identité                                               | Étiquette | Qualité |
| ---------------------------------------- | -------------------- | ------------------------------------------------------ | --------- | --- |
| 1800                                     | 1826                 | Jean Lair                                              |           | Marchand |
| 1826                                     | 1842                 | Théodore Charles de Longueval d'Haraucourt (1797-1885) |           | Propriétaire Conseiller général (1833 → 1842)                                                                |
| Les données manquantes sont à compléter. |                      |                                                        |           | |
| 1847                                     | 1855                 | Théodore Charles de Longueval d'Haraucourt (1797-1885) |           | Propriétaire Conseiller général (1833 → 1842 et 1848 → 1871) Vice-président du conseil général (1858 → 1870) |
| 1855                                     | 1868                 | Jean Valentin Lair                                     |           | |
| 1868                                     | 1873                 | Charles Maunoury                                       |           | Épicier |
| 1876                                     | 1893                 | Julien Bourgoin                                        |           | Propriétaire                                                                                                 |
| 1893                                     | 1895                 | René Philippe Grégoire                                 |           | Instituteur                                                                                                  |
| 1897                                     |                      | Alfred Bourgoin                                        |           | Agriculteur                                                                                                  |
| Les données manquantes sont à compléter. |                      |                                                        |           | |
| 1919                                     | 1920                 | Henri Renault                                          |           | |
| 1920                                     | 1942                 | Louis Padois                                           |           | |
| 1942                                     | 1948                 | Léon Rebrassé père                                     |           | |
| 1948                                     | mars 1959            | Émile Jamin                                            |           | |
| mars 1959                                | mars 1971            | Léon Rebrassé fils                                     |           | |
| mars 1971                                | janvier 2000 (décès) | Pierre Joly                                            |           | Artisan dessinateur retraité Réélu en 1977, 1983, 1989 et 1995                                               |
| mars 2000                                | mai 2020             | Bernard Lair                                           | DVG       | Agriculteur retraité Adjoint au maire (1989 → 2000) Réélu en 2001, 2008 et 2014                              |
| mai 2020                                 | En cours             | Stéphane Fouchard                                      | SE        | Professeur d’histoire-géographie                                                                             |

## Population et société

### Démographie
L'évolution du nombre d'habitants est connue à travers les recensements de la population effectués dans la commune depuis 1793. Pour les communes de moins de 10 000 habitants, une enquête de recensement portant sur toute la population est réalisée tous les cinq ans, les populations de référence des années intermédiaires étant quant à elles estimées par interpolation ou extrapolation. Pour la commune, le premier recensement exhaustif entrant dans le cadre du nouveau dispositif a été réalisé en 2005.
En 2022, la commune comptait 2 127 habitants, en évolution de −0,98 % par rapport à 2016 (Sarthe : −0,25 %, France hors Mayotte : +2,11 %).
| 1793 | 1800 | 1806 | 1821 | 1831  | 1836  | 1841  | 1846  | 1851  |
| ---- | ---- | ---- | ---- | ----- | ----- | ----- | ----- | ----- |
| 614  | 752  | 750  | 870  | 1 084 | 1 141 | 1 181 | 1 230 | 1 229 |

| 1856  | 1861  | 1866  | 1872  | 1876  | 1881  | 1886  | 1891  | 1896  |
| ----- | ----- | ----- | ----- | ----- | ----- | ----- | ----- | ----- |
| 1 245 | 1 328 | 1 351 | 1 326 | 1 280 | 1 160 | 1 135 | 1 052 | 1 043 |

| 1901  | 1906 | 1911 | 1921 | 1926 | 1931 | 1936 | 1946 | 1954 |
| ----- | ---- | ---- | ---- | ---- | ---- | ---- | ---- | ---- |
| 1 030 | 980  | 907  | 897  | 901  | 847  | 765  | 840  | 969  |

| 1962 | 1968  | 1975  | 1982  | 1990  | 1999  | 2005  | 2006  | 2010  |
| ---- | ----- | ----- | ----- | ----- | ----- | ----- | ----- | ----- |
| 974  | 1 176 | 1 337 | 1 352 | 1 385 | 1 491 | 1 807 | 1 910 | 2 105 |

| 2015  | 2020  | 2022  | - | - | - | - | - | - |
| ----- | ----- | ----- | - | - | - | - | - | - |
| 2 148 | 2 128 | 2 127 | - | - | - | - | - | - |

### Manifestations culturelles et festivités
- Fête communale : Pentecôte ; patronale : 3e dimanche d'octobre.
- Centre équestre : école d'équitation, stages, pension chevaux et poneys.
- Groupe théâtral.
- Concours de fléchettes.
- Foulées brettoises.

## Culture locale et patrimoine

### Lieux et monuments

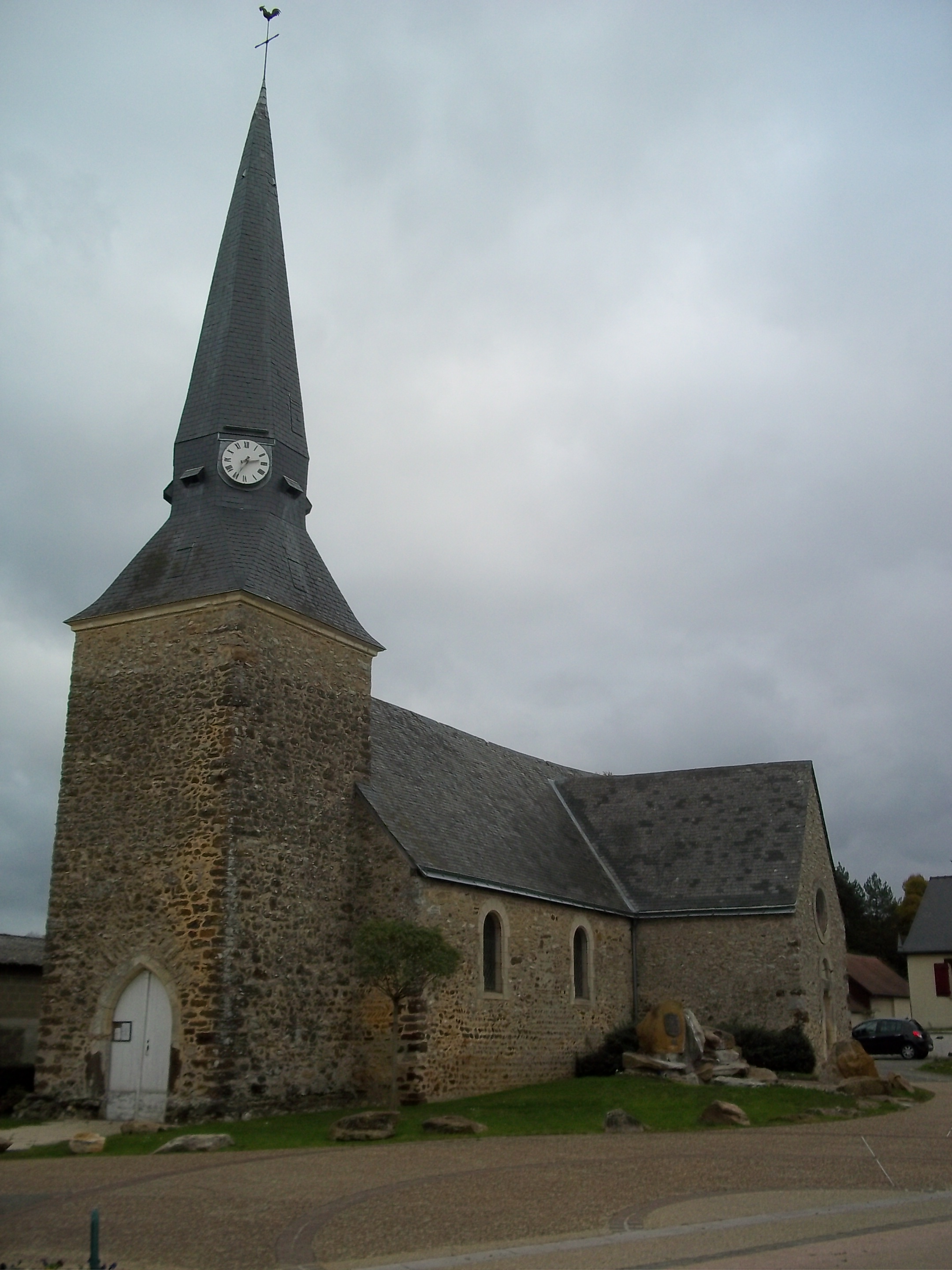
L'église Saint-Martin.

- L’église de Brette a saint Martin pour patron. Les historiens pensent plutôt qu’elle fut construite à la fin du XIe siècle (voire début du XIIe). Il reste des traces de cette époque sur le mur méridional de la nef (avec un aspect en « feuille de fougère »). De style roman pur, les informations concernant l’église restent assez limitées jusqu’en 1850. On sait d’ailleurs qu’à cette époque elle était particulièrement dégradée. On distingue plusieurs étapes de construction, notamment l’implantation d’une tour (au XIIIe ou au XIVe siècle) et quelques rénovations au XVIIe siècle, mais c’est surtout à la fin du XIXe siècle que des grands travaux de restauration furent mis en place. Le clocher atteint les 28 mètres de hauteur et contient des cloches de 1801 et 1900. L'église compte sept fenêtres dont trois avec des vitraux représentant saint Martin et saint Julien.
- Le château du Coudereau  semblerait avoir été construit dans la seconde moitié du XVIIe siècle. Le domaine est constitué d'une chapelle, d'un ancien pigeonnier et d'un corps central où vivait un seigneur.
- Le château du Haut-Bois : comme les autres monuments, peu d'informations permettent de situer exactement la date de construction de ce château mais il pourrait remonter à la fin du XVe siècle. Ce bâtiment revint au département en 1945 et servit, pendant deux ans, de centre d'accueil et de convalescence aux réfugiés des camps de concentration nazis. En 1948, une école ménagère ouvrit dans les bâtiments et c'est en 1978 que l'établissement fut transformé en lycée d'enseignement professionnel agricole. Par la suite de nouveaux bâtiments ont été construits sur la propriété du Haut-Bois.

### Personnalités liées à la commune
- Joël Hauvieux, natif de la commune en 1949, coureur cycliste ayant terminé les Tours de France 1975 et 1976.

## Enseignement

### LPA André Provots
Dans la commune de Brette-les-Pins, sur le domaine du château du Haut-Bois, existe depuis 1978 le lycée professionnel agricole (LPA) André Provots (baptisé ainsi à la fin de l'année 1997 en hommage à un proviseur et directeur du lycée), établissement d'enseignement public. Il prépare ses élèves aux bacs professionnels SAPAT (Services aux personnes et aux territoires), TCVA (Technicien Conseil Vente en Alimentaire), AP (Aménagement Paysager) et au CAPa SAPVER (Services aux personnes et vente en espace rural). Il accueille également une classe de troisième prépa-métiers.
Sont présents au sein du lycée environ 260 élèves. Certains sont investis dans l'ALESA (Association des Lycéens, des Etudiants, des Stagiaires et des apprentis), ou dans l'AS (Association Sportive) du lycée.
Sur l'année scolaire 2022-2023, l'ALESA a notamment organisé des sorties au zoo de Pescheray, à la cité du cirque du Mans, au cinéma de Brette-les-Pins et au laser game de Mulsanne.
On notera aussi la présence et la gestion d'une ruche, donnant lieu à une collecte de miel l'été et l'hiver.